# ماتاهاری هایپرمارت
ماتاهاری هایپرمارت (انگلیسی: Matahari Hypermart) شرکت خرده‌فروشی اندونزیایی است، که در سال ۱۹۸۶ تأسیس شد.